# Breslaus voetbalkampioenschap 1904
In 1904 werd het tweede Breslaus voetbalkampioenschap gespeeld, dat georganiseerd werd door de Breslause voetbalbond. SC Schlesien Breslau werd kampioen. Er was dit jaar nog geen deelname aan de eindronde om de Duitse landstitel voorzien.

## 1. Klasse
| Plaats | Club                 | Wed. | W | G | V | Saldo | Ptn |
| ------ | -------------------- | ---- | - | - | - | ----- | --- |
| 1.     | SC Schlesien Breslau | 4    | 3 | 0 | 1 | 13:3  | 6:2 |
| 2.     | FC 1898 Breslau      | 4    | 3 | 0 | 1 | 9:6   | 6:2 |
| 3.     | SV Blitz Breslau     | 4    | 0 | 0 | 4 | 2:15  | 0:8 |

|  | Play-off om de titel |

### Finale
|            |                      |       |                 |                      |
| 8 mei 1904 | SC Schlesien Breslau | 2 – 1 | FC 1898 Breslau | Blitz-Platz, Breslau |
| 8 mei 1904 |                      |       |                 | Blitz-Platz, Breslau |

De wedstrijd werd gestaakt nadat een speler van FC een blessure veroorzaakte bij de kapitein van Schlesien waardoor deze niet meer kon spelen. De bond riep Schlesien als kampioen uit, maar FC protesteerde. Er zou een replay komen op 29 mei, maar FC daagde niet op en verliet de bond voor één seizoen. 

## 2. Klasse
Ondanks een laatste plaats promoveerde SC Preußen Breslau omdat de eerste klasse uitgebreid werd. 
| Plaats | Club                    | Wed. | W | G | V | Saldo | Ptn   |
| ------ | ----------------------- | ---- | - | - | - | ----- | ----- |
| 1.     | SV Blitz Breslau II     | 6    | 4 | 1 | 1 | 23:14 | 09:03 |
| 2.     | FC 1898 Breslau II      | 6    | 3 | 1 | 2 | 36:13 | 07:05 |
| 3.     | SC Schlesien Breslau II | 6    | 2 | 1 | 3 | 14:22 | 05:07 |
| 4.     | SC Preußen Breslau      | 6    | 1 | 1 | 4 | 07:31 | 03:09 |

|  | Promotie |